# Ford Sterling
Ford Sterling, pseudonimo di George Ford Stich (La Crosse, 3 novembre 1883 – Los Angeles, 13 ottobre 1939), è stato un attore e regista statunitense.

## Biografia

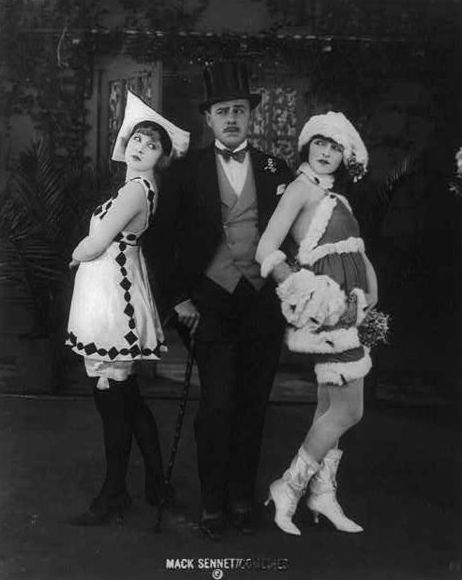
Marvel Rea (sinistra), Ford Sterling (al centro), e Alice Maison (destra) nel 1919

Ford Sterling mosse i suoi primi passi nel mondo dello spettacolo fin da giovanissimo, artista nel Robinson Circus, piccolo circo in cui interpretava il ruolo di Keno, the Boy Clown.
Dal 1897 calcò il palcoscenico del vaudeville a Broadway, affinando il suo personaggio tipico dalle caratteristiche teutoniche: del 1909 la prima recensione che ne sottolineava la performance in Orphis Noodle, Prime Minister of King Casey.
In questo ruolo fu notato da Mack Sennett, che nel 1911 lo volle alla Biograph Company. Successivamente, nel 1912, Ford fu parte della compagnia originaria, insieme a Mabel Normand, Fred Mace, Alice Davenport, con cui Sennett fondò la sua Keystone comedies, casa cinematografica dedicata alla produzione di film comici.
Fu protagonista di quasi tutti i cortometraggi Keystone, condividendo il ruolo principale con Mabel Normand prima, quindi a fianco di Fatty. Sul finire del 1913, Sennett, facendo la propria fortuna, assunse Charlie Chaplin, a fianco del quale Sterling comparirà in L'ombrello di Charlot, Charlot entra nel cinema, Charlot al ballo, tutti del 1914, ma già nel marzo dello stesso anno la prima defezione Keystone vide fuoriuscire Ford Sterling e Pathé Lehrman, ingaggiati dalla Universal per la realizzazione di una serie di comiche con Sterling protagonista e Lehrman regista, distribuite col titolo Sterling Comedies. Ma le due personalità entrarono presto in conflitto tra loro determinando il fallimento dell'impresa dopo solo una manciata di film: pare addirittura che Sterling sia stato licenziato dalla Universal perché scovato a spassarsela in un locale notturno quando invece si era dichiarato indisposto per la lavorazione.
Il suo matrimonio con Teddy Sampson, nel 1914,  durerà tutta la sua vita.
Nel febbraio del 1915 Ford Sterling fece ritorno alla Keystone alla quale, nel frattempo era giunto anche Syd Chaplin. Riprese il suo posto tra i famigerati Keystone Cops adesso nel ruolo di comandante, rispolverando in maniera smagliante le caratteristiche del suo personaggio filo-tedesco, persino nel parlato che tanto divertiva i colleghi durante la lavorazione ma che, ovviamente, essendo il film ancora muto, non poteva essere apprezzato dal pubblico. Il successo comunque lo riconfermò leader per tutto il periodo fino al 1919, quando approdò alla Fox. Il suo personaggio aveva già dato il meglio, per cui Sterling dovette reinventarsi, pur mantenendo alcune peculiarità.
Nel 1924 sarà con la First National dove reincontrerà vecchi compagni Keystone come Chester Conklin e Louise Fazenda. L'avvento del sonoro lo vide al fianco di W.C. Fields in Her Majesty, Love (1931).
La sua fine artistica nel 1938 fu causata dalla perdita, per incidente, della gamba sinistra. Morì per attacco cardiaco nell'ottobre 1939.

## Filmografia

### Attore
- Dutch Gold Mine, regia di Mack Sennett – cortometraggio (1911)
- The Lucky Horseshoe, regia di Mack Sennett – cortometraggio (1911)
- Too Many Burglars, regia di Mack Sennett – cortometraggio (1911)
- The Inventor's Secret, regia di Mack Sennett – cortometraggio (1911)
- Abe Gets Even with Father, regia di Mack Sennett – cortometraggio (1911)
- Taking His Medicine, regia di Mack Sennett – cortometraggio (1911)
- A Mix-up in Raincoats, regia di Mack Sennett – cortometraggio (1911)
- Did Mother Get Her Wish?, regia di Mack Sennett – cortometraggio (1912)
- The Fatal Chocolate, regia di Mack Sennett – cortometraggio (1912)
- Tragedy of the Dress Suit, regia di Mack Sennett – cortometraggio (1912)
- An Interrupted Elopement, regia di Mack Sennett – cortometraggio (1912)
- He Must Have a Wife, regia di Mack Sennett – cortometraggio (1912)
- Stern Papa, regia di Mack Sennett – cortometraggio (1912)
- The Water Nymph, regia di Mack Sennett – cortometraggio (1912)
- Cohen Collects a Debt, regia di Mack Sennett – cortometraggio (1912)
- The New Neighbor, regia di Mack Sennett – cortometraggio (1912)
- Riley and Schultz, regia di Mack Sennett – cortometraggio (1912)
- The Beating He Needed, regia di Mack Sennett – cortometraggio (1912)
- Pedro's Dilemma, regia di Mack Sennett – cortometraggio (1912)
- Stolen Glory, regia di Mack Sennett – cortometraggio (1912)
- The Flirting Husband, regia di Mack Sennett – cortometraggio (1912)
- Ambitious Butler, regia di Mack Sennett – cortometraggio (1912)
- At Coney Island, regia di Mack Sennett – cortometraggio (1912)
- The Grocery Clerk's Romance, regia di Mack Sennett   (1912)
- Mabel's Lovers, regia di Mack Sennett – cortometraggio (1912)
- At It Again, regia di Mack Sennett – cortometraggio (1912)
- The Deacon's Troubles, regia di Mack Sennett – cortometraggio (1912)
- A Temperamental Husband, regia di Mack Sennett – cortometraggio (1912)
- The Rivals, regia di Mack Sennett – cortometraggio (1912)
- Mr. Fix-It, regia di Mack Sennett – cortometraggio (1912)
- A Bear Escape, regia di Mack Sennett – cortometraggio (1912)
- Pat's Day Off, regia di Mack Sennett – cortometraggio (1912)
- A Midnight Elopement, regia di Mack Sennett – cortometraggio (1912)
- Mabel's Adventures, regia di Mack Sennett – cortometraggio (1912)
- Hoffmeyer's Legacy, regia di Mack Sennett – cortometraggio (1912)
- Saving Mabel's Dad, regia di Mack Sennett – cortometraggio (1913)
- A Double Wedding, regia di Mack Sennett – cortometraggio (1913)
- The Cure That Failed, regia di Mack Sennett – cortometraggio (1913)
- How Hiram Won Out, regia di Mack Sennett – cortometraggio (1913)
- For Lizzie's Sake, regia di Mack Sennett – cortometraggio (1913)
- The Mistaken Masher, regia di Mack Sennett – cortometraggio (1913)
- The Deacon Outwitted, regia di Henry Lehrman 1913
- The Elite Ball, regia di Mack Sennett – cortometraggio (1913)
- Just Brown's Luck, regia di Mack Sennett – cortometraggio (1913)
- The Battle of Who Run, regia di Mack Sennett – cortometraggio (1913)
- The Stolen Purse, regia di Mack Sennett – cortometraggio (1913)
- The Jealous Waiter, regia di Mack Sennett – cortometraggio (1913)
- Heinze's Resurrection, regia di Mack Sennett – cortometraggio (1913)
- Mabel's Heroes, regia di George Nichols (1913)
- Her Birthday Present, regia di Henry Lehrman, Mack Sennett (1913)
- A Landlord's Troubles, regia di George Nichols, Mack Sennett (1913)
- The Professor's Daughter, regia di Mack Sennett (1913)
- A Red Hot Romance, regia di Mack Sennett (1913)
- A Doctored Affair, regia di Henry Lehrman (1913)
- The Sleuth's Last Stand, regia di Mack Sennett – cortometraggio (1913)
- A Deaf Burglar, regia di Mack Sennett – cortometraggio (1913)
- The Sleuths at the Floral Parade, regia di Mack Sennett – cortometraggio (1913)
- A Strong Revenge, regia di Mack Sennett – cortometraggio (1913)
- The Two Widows
- Foiling Fickle Father
- The Man Next Door, regia di Mack Sennett – cortometraggio (1913)
- Love and Pain
- A Wife Wanted
- The Chief's Predicament
- On His Wedding Day, regia di Mack Sennett – cortometraggio (1913)
- The Land Salesman
- Hide and Seek, regia di Mack Sennett – cortometraggio (1913)
- Those Good Old Days, regia di Mack Sennett – cortometraggio (1913)
- Father's Choice, regia di Henry Lehrman (1913)
- A Game of Poker
- A Life in the Balance, regia di Mack Sennett – cortometraggio (1913)
- Murphy's I.O.U.
- A Fishy Affair
- The New Conductor
- His Chum the Baron
- That Ragtime Band
- His Ups and Downs
- Mabel's Awful Mistake
- Their First Execution
- The Foreman of the Jury
- Toplitsky and Company
- The Gangsters
- Barney Oldfield's Race for a Life, regia di Mack Sennett – cortometraggio (1913)
- The Hansom Driver
- The Speed Queen
- The Waiters' Picnic
- Out and In
- Peeping Pete, regia di Mack Sennett – cortometraggio (1913)
- A Bandit, regia di Mack Sennett – cortometraggio (1913)
- His Crooked Career
- For the Love of Mabel
- Rastus and the Game Cock
- Safe in Jail
- Love and Rubbish
- The Peddler, regia di Henry Lehrman (1913)
- Love and Courage
- Just Kids, regia di Henry Lehrman (1913)
- Professor Bean's Removal
- A Game of Pool
- The Firebugs
- Baby Day
- Mabel's Dramatic Career
- The Fatal Taxicab
- When Dreams Come True, regia di Mack Sennett – cortometraggio (1913)
- The Bowling Match
- Schnitz the Tailor
- A Healthy Neighborhood
- The Speed Kings
- Love Sickness at Sea
- A Small Time Act
- Wine
- A Muddy Romance
- Cohen Saves the Flag, regia di Mack Sennett – cortometraggio (1913)
- The Gusher
- His Sister's Kids
- A Bad Game
- Zuzu, the Band Leader, regia di Mack Sennett – cortometraggio (1913)
- Some Nerve
- The Minstrel Man
- Love and Dynamite
- In the Clutches of the Gang, regia di George Nichols (1914)
- Too Many Brides, regia di Mack Sennett (1914)
- The Fatal Wedding (1914)
- His Smashing Career (1915)
- His Pride and Shame, regia di Charley Chase, Ford Sterling (1916)
- A Maiden's Trust, regia di Victor Heerman e Harry Williams – cortometraggio (1917)
- Hearts and Flowers, regia di Edward F. Cline (1919)
- Salomè (Salome vs. Shenandoah), regia di Ray Grey, Ray Hunt e Erle C. Kenton (1919)
- Sarto per signora (A Lady's Tailor), regia di Ray Grey e Erle C. Kenton (1919)
- Il vedovo allegro (His Youthful Fancy), regia di Erle C. Kenton (1920)
- Fresh from the City, regia di Walter Wright (1920)
- Don't Weaken!, regia di Malcolm St. Clair (1920)
- The Strangers' Banquet, regia di Marshall Neilan (1922)
- The Brass Bottle, regia di Maurice Tourneur (1923)
- I predatori (The Spoilers), regia di Lambert Hillyer (1923)
- Hollywood, regia di James Cruze (1923)
- Destroying Angel, regia di W. S. Van Dyke (1923)
- The Day of Faith, regia di Tod Browning (1923)
- Arance selvatiche
- The Galloping Fish, regia di Del Andrews (1924)
- The Woman on the Jury
- Love and Glory, regia di Rupert Julian (1924)
- L'uomo che prende gli schiaffi (He Who Gets Slapped), regia di Victor Sjöström (1924)
- The Trouble with Wives, regia di Malcolm St. Clair (1925)
- Teatromania (Stage Struck), regia di Allan Dwan (1925)
- Lei e l'altra (Good and Naughty), regia di Malcolm St. Clair (1926)
- Riscossa indiana (Drums of the Desert), regia di John Waters (1927)
- I signori preferiscono le bionde (Gentlemen Prefer Blondes), regia di Malcolm St. Clair (1928)
- Sporting Goods, regia di Malcolm St. Clair (1928)
- Oh, Kay!, regia di Mervyn LeRoy (1928)
- Sally, regia di John Francis Dillon (1929)
- Show Girl in Hollywood, regia di Mervyn LeRoy (1930)
- Le rose della castellana (Bride of the Regiment), regia di John Francis Dillon (1930)
- Il mendicante di Bagdad (Kismet), regia di John Francis Dillon (1930)